# おちんちん

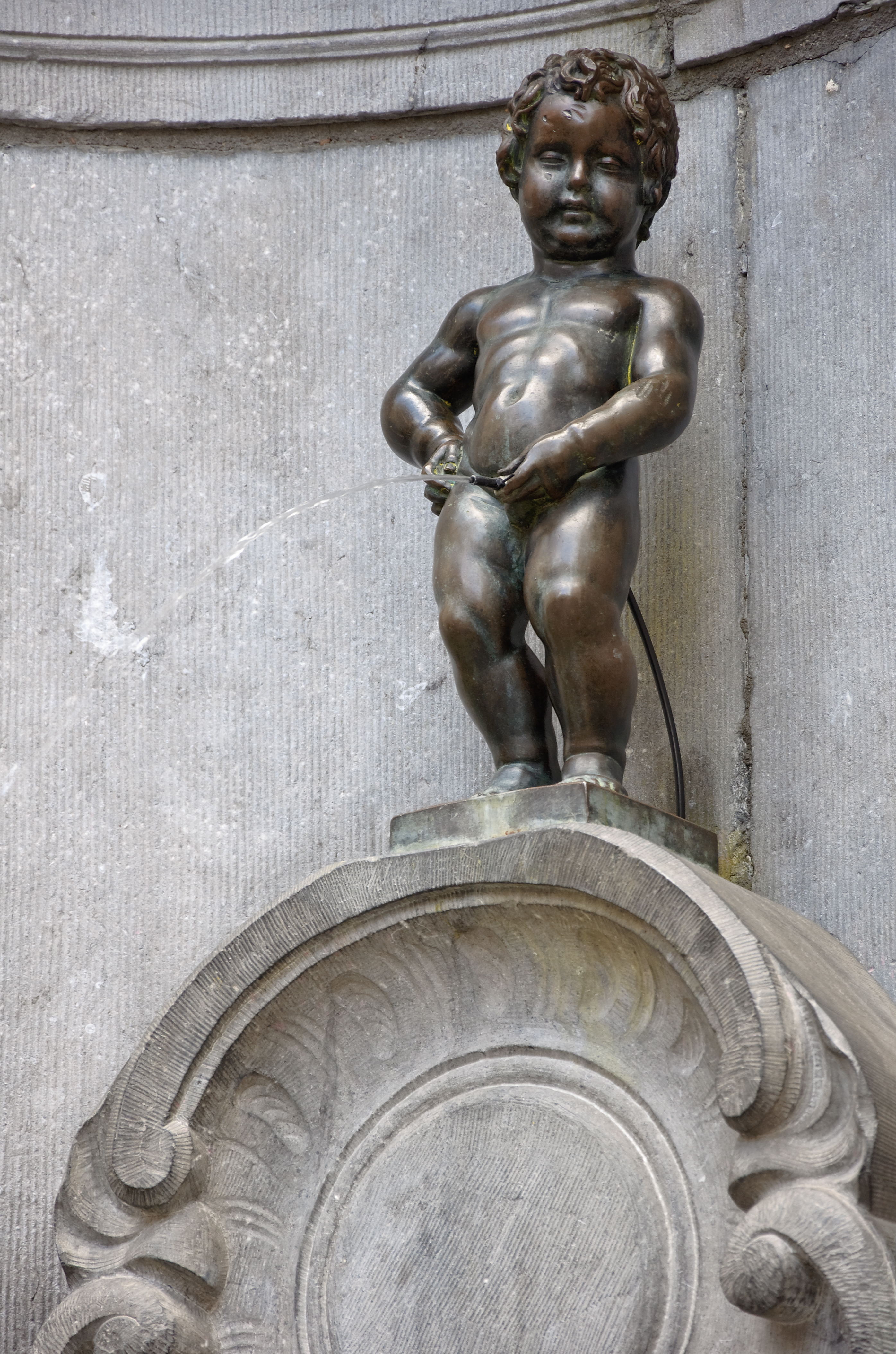
ブリュッセルの小便小僧

おちんちんは、男性器（特に陰茎）を意味する幼児語または俗語である。

## 概要
通常、体の前面に飛び出す格好で付いているおちんちんは、男児が日常生活において頻繁に目にするものであり、「おてて」や「あんよ」などと同様、自分自身の体の一部の呼称として早い段階で習得する単語である。
一般に男性器を表現する俗語としても広く使用され、幼児や児童向けに保健教育や性教育の授業を行う場合において、陰茎やペニス等の専門用語の代用としても用いられる。

### 類語
世代・地方により別の名称で呼ばれることも多い。『日本俗語大辞典』は、「ちんこ」の類語として「おちんこ・おちんちん・ちんちん・ちんぽ・ちんぽこ・ちんぼこ・ぽこちん」を挙げる。『広辞苑』は、「ちんこ」の見出し語のもと、「ちんちん・ちんぽこ」を同義語とする。「ちんこ」は江戸時代に用例がある。『江戸時代語辞典』は、他に「ちんぽ・ちんぽう・ちんぽこ」を見出し語に採録する。
語源は諸説ある。『日本語源広辞典』は、「ちんぽ」の見出し語のもと、小さい鉾（ちんぽこ）が語源であるとする。
『日本語源大辞典』は、「ちんぽ」の見出し語のもといくつかの説を挙げる。「小さき穂」「小法師（ちいぼうし）の略訛」「ちほ（「ち」は男性器）の訛」など。
近代ではさらに直接的な表現を避けるため、かわいらしく表現した「おにんにん」という呼び方をされることもある。

### 漢字
古い中国の文字には男性器を表す「𠄏」(Unicode U+2010F、) や「𢆴」(Unicode U+221B4、) がある
。
その他、『大漢和辞典』（諸橋轍次）には「しかばね」の部首を持つ漢字で、女性器または男性器を意味するものが多数採録されているが、ここでは割愛する。

## 両性にまたがる利用法
『現代日本語方言大辞典』には、地方によっては女性器を「ちんこ」などと呼称する用例が記載されている。
- （千葉）「ちんこ」：主として子供の女性器
- （滋賀）「ちんちん」：3歳くらいまでの幼女の女性器
- （鳥取）「おちんこ」：幼女の女性器。また、男女問わず子供の性器
- （山口）「おちんちん」：女性器
- （福岡）「ちんちん」：幼女の女性器
- （大分）「おちんこ」：女性器（幼児語または愛称）

実際、男児のおちんちんと同じ部分に、女児も小さなおちんちん（クリトリス）を持っており、大陰唇や包皮によって保護されてはいるが、男児と同じように身体から突き出すように飛び出ている（但し、下方に向かって）。また、すぐ近くには尿道口もあるため、陰核から尿が排泄されると間違って理解している女児も多い。